# Kinda Alloush

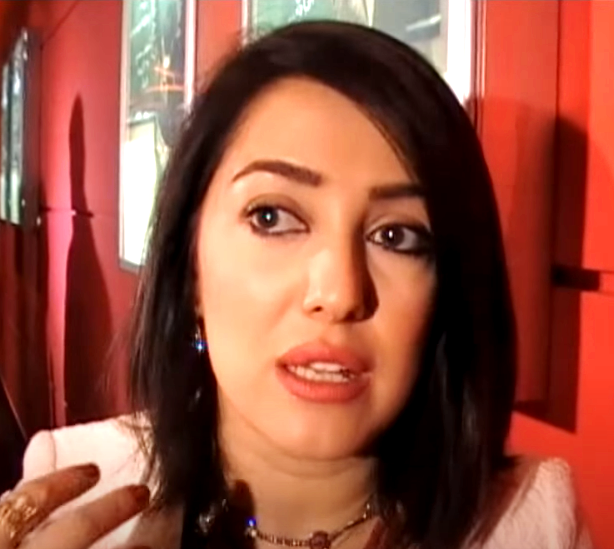
Kinda Alloush, 2014

Kinda Alloush (arabisch كندة مازن علوش, DMG Kinda Māzin ʿAllūš;, geb. am 27. März 1982 in Hama) ist eine syrische Schauspielerin, die vor allem aus syrischen und ägyptischen Filmen bekannt ist. 2022 spielte sie in der deutschen Netflix-Produktion Die Schwimmerinnen die Mutter von Sara und Yusra Mardini.

## Ausbildung und Karriere
Alloush studierte zunächst französische Literatur und dann Theaterkritik am Höheren Institut für Schauspielkunst in Damaskus. Zunächst arbeitete sie beim Theater und Film beim Bereich Regie, ehe sie selbst als Schauspielerin sowohl im syrischen als auch ägyptischen Film tätig wurde.
Mit ihrem ersten Ehemann Fares al-Thahabi besitzt sie eine Produktionsfirma, die darauf abzielt, Dokumentar- und Dramafilme zu produzieren. Die Firma trägt den Namen Studio Damaskus (ستوديو دمشق).

## Privatleben
2008 heiratete Alloush den syrischen Drehbuchautor Fares al-Thahabi, das Paar schied sich im April 2016. Im November 2016 heiratete sie den ägyptischen Schauspieler Amr Youssef. 2018 wurde ihre Tochter Hayat geboren.
Alloush unterstütze die Reformproteste gegen Syriens Diktator Baschar al-Assad. Als Resultat des gewaltsamen Vorgehens des syrischen Regime gegen die friedlichen Proteste, die sich zum Syrischen Bürgerkrieg entwickelten, ging Alloush 2011 ins ägyptische Exil, wo sie seither lebt.

## Filmografie

### Serien
- Sleep thorns (2005)
- 2005: Nazar Qabani
- 2005: Baibars
- 2005: Woman Shadow
- 2006: Hasiba
- 2007: Sultana
- 2007: Another Dawn
- 2007: The Invasion
- 2008: Like that we married
- 2008: Another raining day
- 2008: Light spot
- 2009: Soft Silleness
- 2009: The struggle of money
- 2010: Wanted men
- 2011: People of Cairo
- 2011: Forbidden Love
- 2011: Birth from side
- 2012: In The palm of demon
- 2012:The Naughty
- 2012: Daughters of Family
- 201: The Bats
- 2013: Friendly fires
- 2013: Sanaoud Baad Kalil
- 2014: The seven commandments
- 2014: Countdown
- 2014: Readness of Girls
- 2015: Steva
- 2015: Teen Wolf
- 2016: Joys of the Dome
- 2017: Stone of Hell
- 2017: Tom and Sherry
- 2017: People of love 3

### Filme
- 2007: Passion
- 2009: Escaping Tel Aviv
- 2011: A whole one
- 2011: El-Fagommi
- 2012: Bartita
- 2012: The Benefit
- 2012: 33 days
- 2014: Excuse My French
- 2015: At Cairo time
- 2016: Hepta
- 2017: The Originals
- 2022: Die Schwimmerinnen
- 2022: Nezouh